# José Rondeau
Jose Casimiro Rondeau Pereyra (4. března 1773, Buenos Aires – 18. listopadu 1844, Montevideo) byl argentinský a uruguayský politik a voják.

## Život
Narodil se v Buenos Aires, ale brzy po jeho narození se rodina přestěhovala do Montevidea, kde vyrůstal a chodil do školy. Jak dvacetiletý se připojil k ozbrojeným silám v Buenos Aires, později však byl odeslán k pluku do Montevidea. Během britské invaze v roce 1806 byl zajat a odeslán do Anglie. Po porážce Britů byl propuštěn a krátký čas bojoval v napoleonských válkách v Španělsku. Po návratu do Montevidea, v srpnu 1810, se připojil k nezávislému vojsku a stal se jeho vůdcem. Vojenské úspěchy v různých bitvách ve prospěch Montevidea ho předurčily, aby nahradil velitele tažení do Peru José de San Martína, který se tohoto postu vzdal ze zdravotních důvodů.
V roce 1815 na valné hromadě provincií La Plata byl zvolen "Directore Supremo" (de facto prezidentem), ale pro jeho nepřítomnost byl na jeho místo jmenován Ignacio Álvarez Thomas. Po dvou porážkách od španělských královských vojsk v Peru, v bitvách u Venta y Media a Sipe-Sipe, byl v roce 1816 zbaven velení a vrátil se do Buenos Aires. V roce 1819 se stal konečně directore supremo, ale v následujícím roce po bitvě u Cepede byl nucen na funkci rezignovat.
Po rezignaci odešel do Montevidea. Tam se snažil vyhýbat ozbrojeným střetům. Přesto vedl několik výprav proti domorodcům a proti Brazílii. V roce 1828 po dohodě z Montevidea byl zvolen jako guvernér nově vytvořené Uruguayské východní republiky (Republica Oriental del Uruguay). Rondeau zastával tuto funkci od 22. prosince 1828 až do 17. dubna 1830, když ho vystřídal Juan Antonio Lavalleja, který získal většinu v novém parlamentu. Rondeau zůstal v armádě v hodnosti generála.
V uruguayské občanské válce od roku 1836 mezi Blancos (bílými) a Colorados (červenými) se postavil na stranu Colorados a vykonával funkci ministra války. V roce 1844 byl zabit během obléhání Montevidea.